# Марганцеві руди
Марганцеві руди — мінеральні утворення з вмістом манґану в таких кількостях, при яких його доцільно вилучати за сучасного рівня розвитку техніки. Марганцеві руди почали використовувати наприкінці XVIII ст. для виготовлення фарб і медичних препаратів. У природі відомо близько 160 мінералів, що вміщують манґан. Основні з них (вміст манґану до 72 %) — псиломелан (45–60 %), брауніт (69 %), піролюзит (63,2 %), манґаніт (62,5 %), родохрозит (47,8 %), гаусманіт (72 %), манґанокальцит (7–25 %), родоніт (32–41 %), вернадит (44–52 %), олігоніт (23–32 %).

## Класифікація
Розрізняють оксидні, карбонатні та оксидно-карбонатні манганові руди.
Основні промислові руди — оксидні, представлені піролюзитом, псиломеланом, криптомеланом, манґанітом, гаусманітом, браунітом, голандитом, коронадитом, біксбіїтом, нсутитом, бернеситом, тодорокітом та інш. мінералами.
Підлегле значення мають карбонатні руди, які містять кальцієвий родохрозит, манґанокальцит, кутнагорит та інші.[уточнити] Силікатні, переважно кварц-родоніт-бустамітові і спесартинові руди, як правило, містять підвищену кількість кремнезему, механічно важко збагачувані, і тому використання їх ускладнене. Більше значення мають їх окиснені різновиди.
Родовища манганових руд за генезисом поділяють на осадові, вулканогенні, метаморфізовані та родовища кори вивітрювання. Осадові родовища поділяють на власне осадові і вулканогенно-осадові.

## Історія
Марганцеві руди почали застосовувати в кінці 18 ст. для виготовлення фарб і медичних препаратів.  
Промислове використання марганцю для легування сталі розпочалося у 19 ст., що обумовило початок промислового видобування і переробки марганцевих руд. У 1856 році британський виробник сталі Роберт Форестер Мюшет ( 1811-1891), використав марганець, щоб покращити здатність сталі, виробленої методом Бессемера. Міцна зносостійка сталь, що містить приблизно 12 відсотків марганцю, була розроблена в Шеффілді, Англія, Робертом Ебботтом Гедфілдом (1858-1940)  у 1882 році. Феромарганець вперше був комерційно виплавлений у доменній печі в 1875 році; виробництво електричних печей почалося в 1890 році. Чистий марганець став комерційно доступний з 1941 року після застосування електролізу, проведеної в 1930-х роках під керівництвом С.М. Шелтона в Гірничому бюро США.
У липні 1883 геолог, гірничий інженер В. Домгер (1851–1885; тепер Росія) склав геологічну карту регіону, який охоплював південь України (13 000  кв. верст у Верхньодніпровському і Катеринославському повітах Катеринославської губернії, а також Херсонському і Олександрійському повітах Херсонської губернії та по лінії Катерининської залізниці). У процесі системних геологорозвідувальних робіт Домгер  виявив у оголеннях берегів р. Солоної (притока р. Базавлук) виходи марганцевої руди на поверхню. Було проведено дослідження рудного пласта протяжністю 7 верст і виконано хімічні аналізи проб руди, які довели наявність промислового родовища марганцю. Повідомлення про це Домгер опублікував 1884 у виданні «Вісті Геологічного комітету», що засвідчило його пріоритет у відкритті родовища. У липні 1885 була закладена перша штольня «Надія», що показала наявність великих запасів високоякісної марганцевої руди. У грудні 1885 запрацював перший рудник «Покровські марганцеві копальні» (тепер Дніпропетровська область). Виробництво було значно розширено в 1950-х роках, коли відкритий видобуток карбонатних руд розпочався в Орджонікідзе (нині Покров), на північний захід від Нікополя.

## Поширення і запаси
Типові представники власне осадових родовищ — нижньоолігоценові родовища України (Нікопольське, Великотокмацьке та ін.), Грузії (Чіатурське). Масштаби рудоносності цих родовищ великі — близько 50–75 % від запасів марганцевих руд всіх континентів. Прикладом вулканогенно-осадових родовищ можуть бути стратифіковані родовища залізних і марганцевих руд в морській кременисто-карбонатній товщі фаменської доби Атасуйського району Центрального Казахстану, Південної Африки (Калахарі, запаси 7,5 млрд т з вмістом Mn понад 30 %). Серед вулканогенних родов. виділяють гідротермальні і контактово-метасоматичні. Характерні представники метаморфізованих родовищ — родовища Індії, представлені метаморфізованими докембрійськими осадовими утвореннями. Серед родовищ кори вивітрювання виділяють залишкові накопичення і продукти їх локального перевідкладення (типу латеритів, глибокого вилуговування) та інфільтраційні утворення. Розподіл родовищ дуже нерівномірний. Велика частина світових промислових запасів манґанових руд припадає на Україну (42,2 %), ПАР (19,9 %), Казахстан (7,3 %), Габон (4,7 %), Австралію (3,5 %), Китай (2,8 %) і Росію (2,7 %). Значна кількість манґану виготовляється в Бразилії та Індії. Головні родовища марганцевих руд знаходяться в Україні (Нікопольське, Великотокмацьке), ПАР — в Капській провінції і в провінції Трансвааль, в Грузії (Чіатурське), в Центр. Казахстані. Інші родовища марганцевих руд відомі в Австралії, Габоні, Бразилії, Індії, Ґані.
Родовища вивітрювання утворені по манґанвмісних метаморфізованих силікатних і карбонатних породах. Поширені вони головним чином в Індії і Бразилії, а також в Канаді, Венесуелі, Габоні, ПАР і Австралії. Вміст Mn в них 30–50 %. Великі метаморфогенні родовища є в Індії і Бразилії, де вміст Mn 10–20 %, а також в ПАР (Калахарі), де сумарна продуктивна потужність пластів становить 20–50 м при вмісті Mn в руді 38–48 %.
Геологічна служба США у 2021 році повідомила, що Південно-Африканська Республіка, Бразилія, Австралія, Габон,  Індія та Китай зробили переоцінку своїх запасів і значно збільшили їх. Крім того, в світі продовжують виявляти великі родовищр марганцевої руди. Так, у 2020 році в Нью-Брансвіку, Канада, було виявлено велике родовище, оцінене в 194 мільйони тонн руди.
Оцінка загальних світових запасів марганцевих руд  Геологічною службою США у 2021 році такі (млн. т): Австралія (270), Бразилія (270), Китай (54), Габон (61), Гана (13), Індія (34), Казахстан (у перерахунку на концентрат – 5), ПАР (640), Україна (у перерахунку на концентрат – 140), загалом світ – 1500. Частка України в загальних запасах була оцінена як ≈10 % від світових.

## Видобуток і переробка руд
Видобуток марганцевих руд здійснюється в основному відкритим способом з використанням високопродуктивних екскаваторів. Збагачення марганцевих руд здійснюють гравітаційними, гравітаційно-магнітними методами і флотацією. Отримані концентрати марганцевих руд розрізнюють за сортами в залежності від вмісту Mn — вищі сорти містять 45–49 %. Загальний світовий видобуток марганцевих руд в кінці ХХ — на початку ХХІ ст. 20–25 млн т на рік. Загальні світові запаси марганцевих руд — 15 млрд т (1998). У перспективі є намір добувати залізо-марганцеві конкреції з дна Тихого, Індійського та Атлантичного океанів.
Видобуток марганцевих руд Геологічною службою США у 2021 році оцінюється в таких обсягах (млн. т): Австралія (3,3), Бразилія (0,4), М᾽янма (0,25), Китай (1,3), Кот-д᾽Івуар (0,5), Габон (3,6), Грузія (0,19), Гана (0,64), Індія (0,6), Казахстан (у перерахунку на концентрат — 0,16), Малайзія (0,36), Мексика (0,2), ПАР (7,4), Україна (у перерахунку на концентрат — 0,67), В᾽єтнам (0,12), інші країни (0,26), загалом світ — 20.
Для того щоб марганцеві руди відповідали вимогам металургійної промисловості, вони піддаються збагаченню. Комбіновані схеми збагачення дозволяють комплексно і ефективно використовувати марганцеві руди в металургійній промисловості.
Для оксидних марганцевих руд застосовують гравітаційне, гравітаційно-магнітне збагачення митої руди і флотацію шламів промивки. Відповідно до прийнятої технології здійснюються такі операції: дроблення вихідної руди до 16–50 мм, грохочення, промивка, дроблення митої руди до 16–25 мм, грохочення дробленої руди на вузькі класи з наступним збагаченням класів крупніше 3 мм відсадкою або за магнітно-гравітаційною схемою.
Збагачення карбонатних марганцевих руд відбувається за такою схемою: крупний клас (15–3 мм) митої руди піддається збагаченню у важкосередовищних гідроциклонах. Промпродукти подрібнюються, класифікуються по розміру зерен (до 0,16 мм) і направляються на електромагнітну сепарацію, магнітна фракція якої перечищається відсадкою. Шлами (клас 0–0,16 мм) збагачуються за схемами селективної флотації.
Фосфор є найбільш шкідливою домішкою в марганцевих рудах, він має тісний фізико-хімічний зв'язок з мінералами марганцю і практично повністю переходить у товарні концентрати, які призначені для феросплавного виробництва. Сталь, отримана при добавці феросплавів з підвищеним вмістом фосфору, стає дуже крихкою при низьких температурах. При підвищеному вмісті фосфору марганцеві руди усереднюються, при цьому не допускають змішування різновидів, що містять фосфор у вигляді вільних фосфатів з сировиною, в якій фосфор асоційований з рудними мінералами (карбонатами і залізними мінералами).

## Марганцеві руди в Україні
Див. Історія відкриття і освоєння українських марганцевих руд
Загальні запаси марганцевих руд в Україні становлять 2,5 млрд т (42,3 % світових). За якісним складом марганцеві руди України поділяються на оксидні, карбонатні та змішані. Найбагатші — оксидні руди (вміст Mn 37–45 %), але запаси їх обмежені (20 % від загальної кількості). Найбільші запаси мають карбонатні руди, але вони гірше збагачуються та мають вміст Mn 29–31 %. Головні рудні мінерали (вміст Mn 72–73 %) — псиломелан, брауніт, піролюзит, манганіт, родохрозит. Найбільше в Україні — Нікопольське манганове родовище (початок розробки з 1886 р.), яке вміщає головним чином оксидні, а також змішані і карбонатні руди. Великотокмацьке родовище в кінці ХХ ст. законсервоване.